# Ariëns Kappers
Cornelius Ubbo Ariëns Kappers (ur. 9 sierpnia 1877 w Groningen, zm. 28 lipca 1946 w Amsterdamie) – holenderski lekarz neurolog.
W 1909 roku został pierwszym dyrektorem Centralnego Instytutu Badań Mózgu w Holandii, i pozostał na tym stanowisku do śmierci. Za jego kadencji instytut stał się uznanym ośrodkiem badań nad anatomią porównawczą centralnego układu nerwowego.

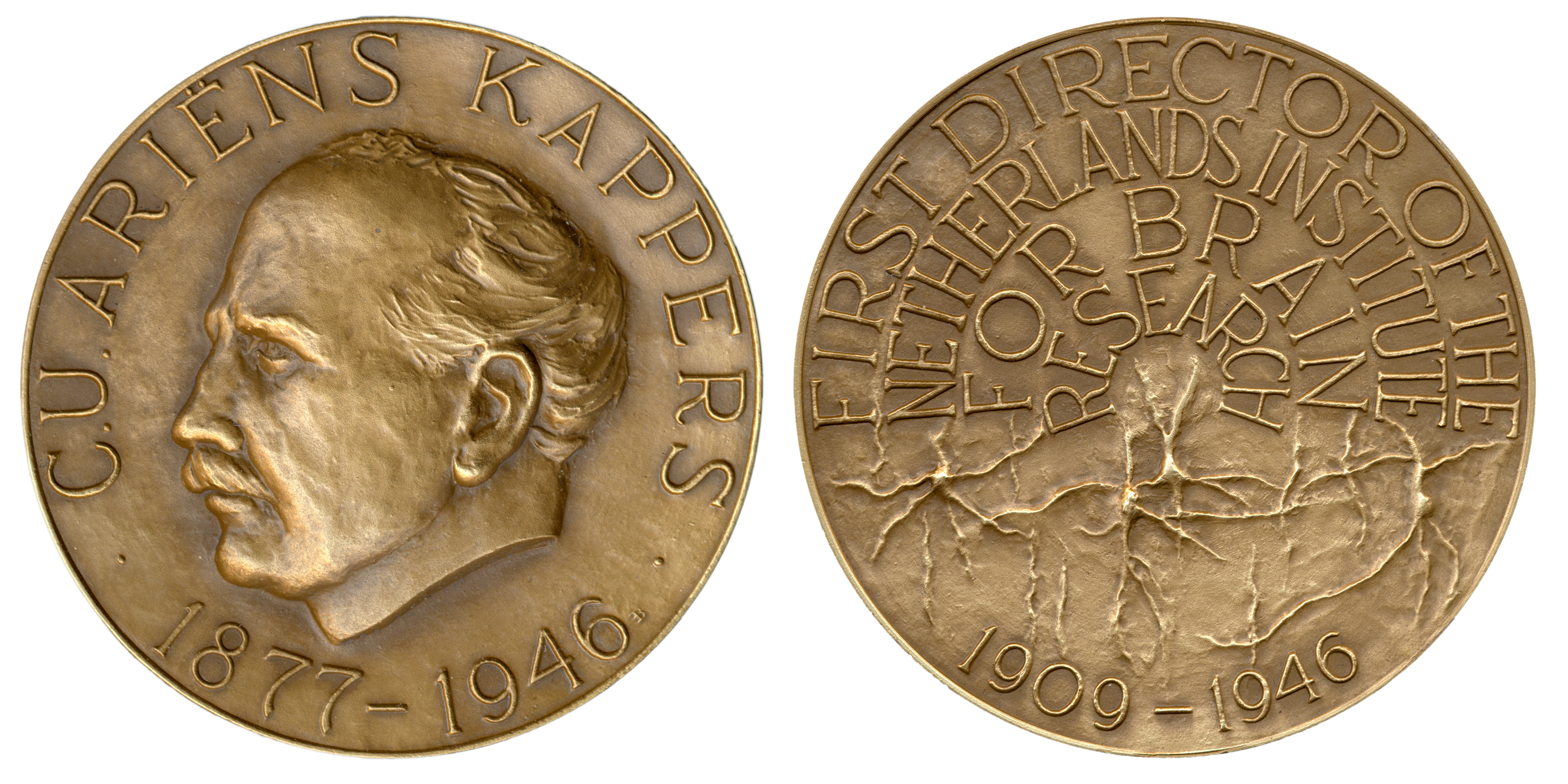
Wygląd medalu

W 1922 roku został członkiem Holenderskiej Akademii Nauk. Holenderska Akademia Nauk przyznaje medal nazwany jego imieniem za osiągnięcia w dziedzinie neurologii. W 1937 roku został wybrany honorowym członkiem Royal Society of Edinburgh. 

## Wybrane prace
- Die Vergleichende Anatomie des Nervensystems der Wirbeltiere und des Menschen. Haarlem 1920
- Ariëns Kappers, J., J. P. Schadé: Topics in neuroendocrinology, edited by J. Ariëns Kappers and J. P. Schadé. Amsterdam, New York, Elsevier, 1972.. ISBN 0-444-41049-X. Brak numerów stron w książce
- Structure and function of the epiphysis cerebri: ed. by J. Ariëns Kappers and J. P. Schade. Elsevier, 1965
- Het Ontmoeten Van Geloof En Wetenschap[1] (1938)
- The mammalian pineal gland, a survey[2] (1976)
- The sensory innervation of the pineal organ in the lizard, Lacerta viridis, with remarks on its position in the trend of pineal phylogenetic structural and functional evolution[3] (1967)